# Otto Henkell

Büste Otto Henkells am Biebricher „Henkell-Schlösschen“

Gebäude der Sektkellerei Henkell & Co., gen. „Henkell-Schlösschen“ an der Biebricher Allee in Wiesbaden

Otto Heinrich Adolf Henkell (* 20. Mai 1869 in Mainz; † 16. Juli 1929 in Schwarzach im Pongau) war ein deutscher Unternehmer und Inhaber der Henkell & Co. Sektkellerei.

## Leben
Otto Henkell wurde am 20. Mai 1869 in Mainz geboren. Sein Vater Rudolf Henkell (1843–1912) war Inhaber der 1856 gegründeten Sektkellerei Henkell & Co., seine Mutter war Anna Henkell geb. Gastell. Seine Schwester Elsa wurde Künstlerin und heiratete 1898 den Maler Hans Beat Wieland.
Otto Henkell besuchte von 1877 bis 1885 das Großherzoglich Hessische Gymnasium in Mainz, anschließend die Handelsschule in Antwerpen, die er 1887 erfolgreich abschloss. Seinen Militärdienst als Einjährig-Freiwilliger leistete er im (1. Kurhessischen) Husaren-Regiment Nr. 13 „König Humbert von Italien“ ab und verbrachte seine Gesellenzeit in London und New York City. Aus den USA brachte er vielfältige Erfahrungen im Bereich kaufmännischer Tätigkeiten und verschiedene Marketingideen mit, etwa wie bestimmte Produkte im Markt platziert und intensives Kundeninteresse gewonnen werden können. Nach seiner Rückkehr nach Mainz im Jahr 1891 erhielt er Prokura im Unternehmen seines Vaters, der Kellerei Henkell & Co. in Mainz.
Bereits ein Jahr später wurde er 1892 Teilhaber der von seinem Großvater Adam Henkell gegründeten Wein- und Sektkellerei in Mainz mit dem Wirkungsbereich „Champagner-Fabrik“. Dabei fasste er den Entschluss, für die Kellerei Henkell einen Markenartikel zu kreieren und in den Markt einzuführen. Diese Marke war „Henkell Sect Trocken“. 1894 begann er mit den ersten Werbekampagnen; da sich bereits bei diesem Schritt ein zunehmendes Kundeninteresse einstellte, ging er 1899 den nächsten Schritt, indem die Marke „Henkell Trocken“ in renommierten Wochenzeitschriften mit künstlerischer Aufmachung noch intensiver beworben wurde. Die Wirkung war enorm und brachte ein gutes Wachstum für das Unternehmen. Diese Umstände nutzend baute er es zum marktführenden Unternehmen aus. 1900 wurde ihm die volle Entscheidungsgewalt in der Kellerei Henkel & Co. übertragen. Mit dem Umzug der Kellerei nach Biebrich im Jahr 1909 traf er weitere, in die Zukunft reichende Entscheidungen. Von dem Stuttgarter Architekten Paul Bonatz ließ er 1907–1909 in Biebrich ein repräsentatives Gebäude für Verwaltung und Produktion der Sektkellerei Henkell & Co. errichten. Der Bezug des neuen Gebäudes erfolgte 1909. Bereits 1910 erreicht er von den Umsatzzahlen her den Spitzenplatz in der deutschen Sektindustrie. Durch den gestiegenen Umsatz wurde es notwendig, weitere Produktions- und Lagerkapazität zu schaffen. Das geschah 1912 mit dem Bau einer Kellerei in Reims in der französischen Region Champagne, ebenfalls nach Entwurf von Bonatz.
Nach dem Ende des Ersten Weltkriegs verstand Otto Henkell sich als Vertreter einer „Aufbau-Generation“ und nutzte vor allem die 1924 mit dem Dawes-Plan einsetzende Stabilisierung der deutschen Volkswirtschaft zur Erweiterung von Produktion und Kundennetzwerken. Als seine älteste Tochter Annelies am 5. Juli 1920 den im Weinhandel international erfahrenen Joachim Ribbentrop in Wiesbaden heiratete, übertrug er diesem den Aufbau und die Führung der Berliner Niederlassung der Kellerei. Am 16. August 1929 starb Otto Henkell in Schwarzbach bei Salzburg – einige Wochen vor Beginn der Weltwirtschaftskrise.

## Familie und Auseinandersetzungen um das Erbe
Otto Henkell war mit Katharina, genannt Käthe, geb. Michel (1871–1942), verheiratet. Beide hatten drei gemeinsame Kinder:
- Anna Elisabeth, genannt Annelies (* 12. Januar 1896 in Mainz; † 5. Oktober 1973), ab 1920 verheiratet mit Joachim Ribbentrop (ab 1925 durch Adoption von Ribbentrop); Dieser war zunächst im Unternehmen seines Schwiegervaters tätig und später Außenminister des Deutschen Reichs. Sie war bekennende Nationalsozialistin und bekam Auszeichnungen von rechtsextremen Vereinigungen.
- Franziska Katharina Stephanie, genannt Fänn (* 1898), war in erster Ehe mit dem Kölner Unternehmer Orla Arntzen (1882–1973) verheiratet, ab 1932 in zweiter Ehe mit dem ebenfalls geschiedenen Textilunternehmer Willy Schniewind, der dann auch im Aufsichtsrat von Henkell & Co. saß.
- Stefan-Karl Henkell (1908–1940) (verheiratet Utrecht 1937) mit Line Caroline Adriana Antonia Fentener van Vlissingen (1914–1980).

Nachdem Otto Henkells einziger Sohn 1940 als Soldat in Frankreich gefallen war, erbten dessen noch minderjährige Kinder gemeinsam einen Anteil von 35 Prozent des Unternehmens Henkell & Co. Sektkellerei KG, Otto Henkells Tochter Anneliese von Ribbentrop hielt 10 Prozent, seine Tochter Franziska hielt ebenfalls 10 Prozent. Die restlichen 45 Prozent entfielen auf Otto Henkells Bruder Karl. Als Karl Henkell 1944 bei einem Bombenangriff auf Wiesbaden starb, erhielten seinen Anteil unter Vormundschaft seiner Ehefrau Alice († 1946) die beiden Söhne Otto junior und Hans-Alexander. Letzterer kam 1945 bei einem Flugzeugabsturz bei Oppenheim ums Leben.
Otto Henkells Neffe Otto junior wurde dann Karls Alleinerbe und hielt einen Anteil von 45 Prozent, als er 1946 23-jährig die Leitung des Unternehmens Henkell übernahm.
Auf der Grundlage eines Vertrags von 1942 hatte ein Sohn aus der Ehe von Ribbentrop-Henkell, der von der Mutter, Anneliese von Ribbentrop geb. Henkell zu bestimmen war, einen klaren Rechtsanspruch auf Aufnahme in das Unternehmen als geschäftsführender Gesellschafter. 1951 sollte auf Wunsch der seit 1946 verwitweten Anneliese von Ribbentrop ihr 31-jähriger Sohn Rudolf Joachim von Ribbentrop ins Unternehmen eintreten. Da jedoch 1951 die Erinnerung an die Herrschaft des Nationalsozialismus und den Krieg, schließlich den Nürnberger Prozess und Joachim von Ribbentrops unrühmliches Ende durch Hinrichtung noch sehr frisch waren, hielt es der Henkell-Aufsichtsrat für unklug, einen Ribbentrop in die Geschäftsleitung aufzunehmen, „da alle Welt sich noch an Hitlers Außenminister erinnere und sich dies auf die Verkaufszahlen nicht fördernd auswirken könne“.
Anneliese von Ribbentrop bestand aber auf dem Vertrag von 1942 und strengte 1951 mit ihrem Sohn Rudolf als Nebenkläger einen Prozess gegen das Unternehmen und ihren Vetter Otto junior an. Der Prozess zog sich hin. Schließlich wurde 1963 Annelieses weiterer Sohn Adolf (* 2. September 1935), der sich später Henkell-von Ribbentrop nannte, mit Prokura in die Henkell & Co. Sektkellerei KG aufgenommen. Adolf Henkell-von Ribbentrop ist seit 1985 mit Christiane geb. Gräfin Eltz (* 27. November 1951), der Mutter des ehemaligen deutschen Verteidigungsministers Karl-Theodor zu Guttenberg, verheiratet.
1986 wurde die Kellerei Henkell von der Oetker-Gruppe übernommen.